# ファントムブラッド
『ジョジョの奇妙な冒険 Part1 ファントムブラッド』（JOJO'S BIZARRE ADVENTURE Part1 Phantom Blood）は、荒木飛呂彦による日本の漫画作品『ジョジョの奇妙な冒険』のPart1（第1部）。波紋の戦士シリーズ・第1弾。単行本1巻 - 5巻に収録されている。
『ファントムブラッド』は後年に付けられた副題で、連載と単行本当時の副題は『第一部 ジョナサン・ジョースター ―その青春―』。なお、画集『JOJO A-GO!GO!』にて発表された当初の副題は『ファントム ブラッドライン』であったが、文庫版発行の際に現在のものに訂正されている。
アンカーエンターテイメントによりゲーム化され、2006年10月26日にバンダイナムコゲームスからPlayStation 2用ソフトとして発売された。また、2007年2月17日に劇場アニメーション映画が公開された。

## あらすじ
これはある2人の若者と、血塗られた伝説を持つ古代アステカの石仮面にまつわる奇妙な物語である。
舞台は19世紀、1880年のイギリス。父の死をきっかけに名門貴族ジョージ・ジョースター卿の養子となった貧民街出身の少年ディオ・ブランドーは、ひそかにジョースター家の財産乗っ取りを計画する。ジョースター家の跡取り息子である12歳の少年ジョナサン・ジョースター（通称「ジョジョ」）はディオに陥れられて周囲から孤立していくが、初恋の相手である少女エリナ・ペンドルトンを辱められたことに怒ってディオに勝負を挑み、初めて彼を打ち負かす。
ディオが来てから7年が経った1888年。大学卒業を控え、ディオは表向きはジョナサンと同じく立派な青年に成長していたが、まだジョースター家の乗っ取りを諦めていなかった。ディオがジョージの暗殺を進めていたことに気付いたジョナサンは、貧民街のボスである青年ロバート・E・O・スピードワゴンの協力を得てディオの悪事を暴くが、追い詰められた彼はジョナサンが研究していた石仮面をかぶり、人間を超越した吸血鬼への変貌を遂げる。ディオを倒すためにジョナサンは屋敷に放火し、すべてを失った代わりに辛勝を収め、生還する。
それからしばらくして、エリナに看護されるジョナサンの前に謎の紳士ウィル・A・ツェペリが現れ、ディオと石仮面がまだ健在であることを告げる。ディオの邪悪な野望を阻止するため、石仮面に対抗する力「波紋」をツェペリから伝授されたジョナサンは、仲間たちとともにディオの潜伏する「風の騎士たちの町（ウインドナイツ・ロット）」へ向かい、ディオの下僕である屍生人（ゾンビ）たちと激戦を繰り広げる。ジョナサンはツェペリとの死別を経て彼の仲間の波紋戦士たちによる応援のもと、多くの犠牲を払いながらもディオとの一騎打ちを制し、諸悪の根源である石仮面を破壊する。
戦いが終わり、1889年2月にジョナサンとエリナは結婚して新婚旅行に出るが、客船に乗り込んだ彼らの前に首だけとなって生き延びていたディオが現れ、ジョナサンの肉体を乗っ取ろうと襲いかかる。船内は屍生人で溢れかえり、ディオの攻撃で致命傷を負ったジョナサンは、命を絞った最後の波紋で客船を爆破する。ジョナサンはディオの首を抱きかかえると、彼に「奇妙な友情」を感じていたことを打ち明けながら息絶え、爆発する船と共に海底へ沈んでいった。
一方、エリナは母を失って泣いていた赤子を抱き抱え、ジョナサンに促されて船外へ脱出していた。その赤子はエリナの胎内に宿るジョナサンの子とともにジョースターの血統を受け継いでいくことになるが、それはさらなる数奇な運命の始まりでもあった。

## 登場人物
登場人物の名称は洋楽のバンド名やメンバー名などをアレンジしたものが多い（Part2以降も同様）。
担当声優はPart1ゲーム版 / 劇場アニメ版 / テレビアニメ版の順に記載し、その他のものは別途記載する。テレビアニメ版以降の関連作品では、基本的にテレビアニメ版に準拠したキャスティングが行われる。

### 主人公・ライバル
ジョナサン・ジョースター
声 - 中井和哉（少年期）、田中秀幸（青年期）/ 小西克幸 / 興津和幸
Part1のジョジョ。英国貴族ジョースター家の一人息子。邪悪な野望を抱くディオと戦う。
ディオ・ブランドー
声 - 野島健児（少年期）、緑川光（青年期）/ 緑川光 / 子安武人 / 田中信夫（Part3OVA版）
ジョナサンの宿命のライバル。ジョースター家の養子。自分が一番でないと気が済まない野心家。石仮面を被り、ジョースター卿を殺害して不死身の吸血鬼になる。

### ジョナサン・波紋関連
ロバート・E・O・スピードワゴン
声 - 小野坂昌也 / なし / 上田燿司
ロンドンの貧民街でゴロツキを取り仕切るボス。東洋の毒薬をディオに売った人物を探しに来たジョナサンを襲い敗北するが、彼の紳士的な人柄に惚れ込んで仲間となる。
ウィル・A・ツェペリ
声 - 小山力也 / 同左 / 塩屋翼
ジョナサンに波紋法を教えた師匠。自ら「男爵」と名乗っている。シルクハットを被って口髭を蓄えた外見を持ち、ひょうきんな性格であるが、実力は高い。
イタリア系の学者の家柄に生まれ、若いころは父親の大学の遺跡発掘隊の一員として世界中を旅していた。メキシコのアステカ地下遺跡で石仮面を発掘したが、帰国途中に父が石仮面を着けて船員を皆殺しにしたうえに日光を浴びて消滅してしまい、唯一の生き残りとなる。その後は石仮面の行方を捜すとともに吸血鬼への対抗策を模索、やがてある男が薬も道具も使わずに壊死しかけた人間の体を治す光景を見てこの力こそ吸血鬼を倒せるものと確信し、彼から聞いたチベット奥地の寺院に赴き、老師トンペティのもとで波紋を習得した。
それ以降も石仮面を探し続け、吸血鬼化したディオとの戦いで生き残ったジョナサンの前に現れて彼に波紋の呼吸法やその使い方を伝授した後、ジョナサン、スピードワゴンとともにディオを追いつつジョナサンへの指導と共闘を続けていたが、タルカスとの戦いの際に鎖で身体を真っ二つにされる（ツェペリはこうなることをトンペティから予言されていた）。それでもジョナサンに究極奥義「深仙脈疾走」（ディーパスオーバードライブ）を伝え、彼をパワーアップさせて勝利させる。最期はジョナサンたちに看取られながら死亡した。
なお、死亡寸前に雑誌連載時では「妻子はいない」と語っていたが、Part2で孫のシーザーが登場したため単行本化の際に「若いころ結婚していたが石仮面破壊に人生を捧げる覚悟のため家族を捨てた」と改められた。
ミドルネームは孫のシーザー同様「アントニオ」とされている。
英語圏では、しばしば"William Anthonio Zeppeli"（ウィリアム・アントニオ・ツェペリ）と表記されることがある。
エリナ・ペンドルトン / エリナ・ジョースター
声 - 久川綾 / 水樹奈々 / 川澄綾子
ジョナサンの想い人。金持ちの娘という理由で、幼いころに近所の子供たちからいじめられていたところを、ジョナサンに助けられる。それをきっかけとしてジョナサンに恋心を抱き、後に相思相愛となる。美しい容姿を持ち、レディとしての厳格な教育を受けた淑女である一方、ジョナサンと気さくに遊ぶ年相応な面も持つ。ディオにはジョナサンへの当てつけのために無理矢理唇を奪われるが、彼の前であえて泥水で口を洗い拒絶の意志を示すなど、当時から芯の通った誇り高さを持っていた。
7年後は医者である父親の病院で働く看護婦となっており、ディオとの戦いで重傷を負ったジョナサンが偶然にも担ぎ込まれてきたため、ジョナサンと7年越しの再会を果たす。自身の疲労・犠牲をものともせず、ジョナサンが目を覚ますまで、毎晩介護を行っていた（ジョナサンが目覚めた直後、気をゆるめて意識を失いかけてしまうほど無理をしていた）。
1889年2月2日に恋仲になったジョナサンと結婚し、エリナ・ジョースターとなる。その結婚は新聞の社交欄にも載るほどで、多くの人の祝福を受けた。新婚旅行中、客船がディオの襲撃を受けた際には爆発炎上する船上で瀕死の重傷を負ったジョナサンとともに死ぬことを決意し、最後まで彼に付き添おうとする。しかし、襲撃から生き残った赤ん坊（後のリサリサ）を連れて逃げるようジョナサンに説得される。船を脱出した数日後、カナリア諸島沖で無事救助された。この時点でジョージII世を身篭っていたため、ジョースターの血統が受け継がれていくこととなった。
ポコ
声 - 阪口大助 / なし / 小林由美子
風の騎士たちの町（ウインドナイツ・ロット）に住む少年。ディオに催眠術で操られ、ジョナサンたちを誘い出す。臆病な性格で、村の不良少年らからいじめられる毎日を送っていたが、ジョナサンがタルカスにより決闘場「双首竜の間」へ閉じ込められた時には姉の言葉から勇気を奮い立たせ、小窓から決闘場の中に入り扉を開く。それ以降もジョナサンたちと行動を共にし、ディオに捕らえられていた姉と共にジョナサンとディオの決着を見届けた。
ジョージ・ジョースターI世 / ジョースター卿
声 - 磯部勉 / 同左 / 菅原正志
貴族領主でジョナサンの父。ジョナサンが赤ん坊のころに馬車で一家揃って事故に遭い、妻を亡くして自身も重傷を負ったところを、偶然通りかかった（実際は事故現場で金品を漁っていた）ダリオに助けられる。泥棒を働いたダリオを許すなど言動は極めて優しく紳士的であるが、父親としては厳格で、ジョナサンへの教育は厳しい。しかし、その厳しさはジョナサンに対する期待と「逞しくなって欲しい」願いの裏返しであり、誰よりも息子を愛していた。
ジョースター卿毒殺計画が露見して逆上したディオのナイフからジョナサンを庇い、死亡する。ダリオの正体を知りつつも養子に迎えたディオも息子として愛しており、彼に刺されながらも、実の息子であるジョナサンにより厳しくしたことが、却ってディオの不公平感を招いて悪への道に走らせたのではないかと最後まで彼を庇う言動をしていた。
なお、作中にフルネームが出たのはPart3からである。
ダニー
ジョナサンの愛犬。ジョナサンが5歳の頃に引き取られるも、その時は怯えからジョナサンを噛んでしまい、しばらくはジョナサンからも虐待のような仕打ちを受けるが、ある日川で溺れたジョナサンを助けて以来、彼と友情を育み、ジョナサンからも「利口な猟犬」「（現在のダニーは絶対に）人を噛まない」と信頼されるほどとなる。
反面、ディオとは出会い頭に蹴飛ばされるなど折り合いが悪く、見下されていた（ディオは犬そのものが嫌いで、彼曰く「人間にへーこらする態度に虫唾が走る」）。ジョナサンとの喧嘩に負けたディオに、腹癒せとして焼却炉に入れられるように仕向けられ、焼死する。後に吸血鬼と化したディオもジョースター邸の火災により大ダメージを負った。ブラフォード戦の回想でもジョースター卿とともに登場。
トンペティ
声 - 阪脩 / 坂口芳貞 / 大木民夫
チベットの寺院にてツェペリに波紋を教えた師匠。相手の手を握るとその生命の波長を読み取り、「運命」を予言することができる。ツェペリから手紙を送られ、弟子のダイアーとストレイツォを連れて渡英。その後ジョナサンたちと合流し、ディオ配下の屍生人たちと戦う。かつてツェペリが波紋を知るきっかけとなった男も彼の弟子であった。
ダイアー
声 - 堀之紀 / なし / 武虎
トンペティとともにツェペリの援軍に赴いた波紋の戦士。ツェペリとは苦行を乗り越えた20年来の親友。初登場時は正体を隠したままジョナサンの前に現れて襲いかかり、彼の力を試した。ディオとの戦いでは必殺技の「稲妻十字空烈刃」（サンダークロススプリットアタック）で挑んだが、気化冷凍法で首から下を凍らされたうえ、身体を砕かれる。頭部はバラの花壇へ落下したが、死の直前に波紋を帯びさせたバラの花を口で投げ、ディオの右目を潰し、このことでジョナサンはディオの攻略のヒントを得た。
名前の由来は相棒のストレイツォともにイギリスのロック・バンド Dire Straitsから。
 ストレイツォ
声 - 三浦祥朗 / なし / 飛田展男
容姿端麗な波紋の戦士。ダイアーとともに登場し、ディオ配下の屍生人4人を瞬殺した。
決め台詞は「このストレイツォ、容赦せん!」。Part1ゲーム版では覚醒技で「このストレイツォー 容赦せんせんせんせんせんせんせんせんせん…、容赦せん!」とPart3以降のオラオララッシュのような台詞になる。
名前の由来はダイアーと同じくDire Staitsから。

### ディオ・屍生人関連
ダリオ・ブランドー
声 - 矢田耕司 / 小沢一敬 / 宮澤正
ディオの父。1827年生まれ。酒飲みでだらしのない無法者。
1868年、ジョースター卿の馬車の事故現場に居合わせ、馬車の金品を盗もうとしていたところ、彼がまだ生きていたことから結果的に助けることになる。本来貴族から金品を盗んだとして流刑になるところをジョースター卿が無罪釈放にしてくれたうえ、彼の支援まで受けて酒屋を経営していたが、商才が無いばかりに店を潰し、妻も病気で亡くすなど不運が重なったために自暴自棄となり、酒浸りな日々を送っていた。
1880年、母の形見のドレスを酒代に換えようとしたことがディオに殺害を決意させ、病気に見せかけて毒殺された。しかし、死の間際のダリオの遺言が図らずもディオのその後の人生を左右することになる。
ワンチェン
声 - 田中和実 / 井戸田潤 / 中博史
屍食鬼街でディオに毒薬を売っていた中国系の東洋人。そのことをジョナサンが突き止めたため、ディオの計画が露見した。ジョースター邸が焼失した後、石仮面を探そうと焼け跡を漁っていたところをディオの手によって屍生人となる。その後は要所で登場し、ディオの命でジョナサンを暗殺しようとしたり（テレビアニメ版ではこの場面はカットされている）、首だけになったディオを救ってジョナサンを誘き寄せるなど第一部の最後までディオを支えたが、ジョナサンの最後の波紋を受けて頭部を消失、残った体は体内組織を狂わされて船の動力を止めるために利用されて船と運命を共にする。
登場当初は似非中国人風のなまりで喋り、また、ディオを「将来は大物になる」と予見している。
ブラフォード
声 - 神奈延年 / 奈良徹 / 津田健次郎
ディオの能力により盟友のタルカスとともに蘇った死人で、「黒騎士」と呼ばれる。かつてエリザベス1世に処刑されたメアリー・スチュアートを守護していた英雄で、イギリス人なら誰もが知っている伝説の騎士。生前当時から重さ30kgの甲冑を着けたまま湖を泳ぎきり敵を奇襲したり、髪の毛を第3の腕として利用する「死髪舞剣（ダンス・マカブヘアー）」などの超人的能力を持っていた。屍生人化によってその能力はさらに強化されており、髪の毛を自由自在に動かし、物をつかんで攻撃したり、髪を用いての吸血を行ったりした。
屍生人化当初は現世への恨みを抱く邪悪な存在だったが、騎士としての誇りは失っておらず、実力を認めたジョナサンと一対一の決闘を行う。ジョナサンの波紋によって人間の心を取り戻すと、彼へ自らの剣と「幸運（ラック）」と「勇気（プラック）」の言葉を託し、昇天していった。テレビアニメ版では彼の愛剣はメアリー・スチュアートから贈られた物と設定されている。
綴りは "Bruford"だが、『オールスターバトル』以降およびCrunchyrollで配信されているテレビアニメの北米版では、"Blueford"（ブルーフォード）と改名されている。
タルカス
声 - 郷里大輔 / 園部好德 / 稲田徹
ブラフォードとともにメアリーを守護していた巨漢の騎士。巨大な剣を持ち、岩をバターのように斬ることができたという。ブラフォードとともにディオによって屍生人として甦り、剣で地割れを起こすほどの圧倒的なパワーと、自らが得意とする双首竜の間のチェーン首輪デスマッチでジョナサンを苦しめる。
人間の心を取り戻せたブラフォードと異なり、残忍で卑劣な性格となり下がっている。一旦はジョナサンを倒してツェペリを惨殺するが、最後はツェペリの最終奥義を受けてパワーアップしたジョナサンによって瞬殺された。
綴りは "Tarkus" だが、『オールスターバトル』以降およびテレビアニメの北米版では、"Tarukus" と変更されている。
切り裂きジャック（ジャック・ザ・リパー）
声 - 江川央生 / なし / 楠見尚己
実在の殺人鬼。史実でも正体不明の怪人であるが、本作では消息がわかっていないのはディオにスカウトされて行方をくらましたためとされている。
ロンドンで次々と女性を殺害していたが、その光景を目撃し、彼の悪の素質を見抜いたディオに忠誠を誓い、屍生人化、生前以上に切り刻むことに快楽を覚える邪悪な存在となった。体内から奇妙な形状のメスを放出したり、拷問器具を改造したという巨大なトラバサミ型のカッターで攻撃する。ジョナサンが初めて本格的に波紋で戦闘した相手である。
ディオの潜伏するウインドナイツ・ロットへ向かうジョナサンたちをトンネル内で襲撃するが、ツェペリに一蹴される。トンネル内の通路へ逃げた後は「片手に持ったグラスの中のワインを一滴もこぼさずにジャックを倒せ」とツェペリに命じられたジョナサンを闇討ちしようとするが、ワインが波紋を通じてジャックの居場所を教えてくれることを理解したジョナサンに発見され、不意を突いた形で壁越しに波紋を送り込まれ、砕かれて消滅した。
怪人ドゥービー
声 - 非公開 / 同左 / 石上裕一
ディオ配下の屍生人。覆面を被った巨漢で、体内に複数種のヘビを飼っている。
ヘビでジョナサンを攻撃するが、逆に波紋で操られたヘビたちによって喰われてしまった。テレビアニメ版では喰われるのではなく、最初に噛みついたヘビから伝わった波紋によって消滅するという描写に変更されている。
ペイジ、ジョーンズ、プラント、ボーンナム
声 - 金光祥浩（ジョーンズ）/ なし / 武虎（プラント）
ディオ配下の屍生人たち。装甲をまとった怪物のような姿をしている。4人とも律儀に名乗りながら登場し血管針攻撃を行ったが、ストレイツォにまとめて倒された。
アダムス
声 - 非公開 / 同左 / 高橋英則
ウインドナイツ・ロットに住んでいる男で、ポコとは顔なじみ。正体を隠し、普通の人間のフリをしてポコたちを欺く。ジョナサンたちを後方から襲おうと舌を伸ばして正体を現したが、それを看破していたジョナサンに舌を掴まれ、倒された。
獅子王ウィンザレオ、イナズマの騎士アイクマン、独眼のカイネギス
声 - 増谷康紀（獅子王ウィンザレオ）/ なし / なし
タルカスとブラフォード以外に、「77の輝輪（リング）」を成し遂げることができた、伝説の騎士たち。歴史上5人しかおらず、これで全員である。描写は1コマ、名前と彼らの姿らしきイラストが描かれただけ。4人が怪力巨漢タイプで、ブラフォードだけが細身の業師であったという。三騎士は言及のみでストーリーには絡まない。
PlayStation 2ゲーム『ファントムブラッド』では原作とは若干展開が異なるアナザールート「最後の波紋!（裏）」で屍生人として登場し、ジョナサンと戦う。全員が元の説明にあるような怪力巨漢ではなく、はっきりと個性がつけられている。この三騎士のデザインは、ゲーム開発側の考案したアイデアに荒木飛呂彦が修正を加えたものである。
獅子王ウィンザレオは、屈強な怪力巨漢タイプで、斧を武器とする。強さと容貌が百獣の王ライオンに形容され異名がついたという。
イナズマの騎士アイクマンは、長身細身の美男子。槍を振り回すことで旋風や稲光を放つ。
独眼のカイネギスは、長髪で片目を隠した細身の男。毒を用いたり、殺しを愛好する卑劣漢で、出自は正当な騎士ではなかったという。

### その他
警部
声 - なし / 同左 / 長嶝高士（テレビアニメ版）、鈴木賢（EoH）
ジョースター卿の殺害を目論んだディオを逮捕するべく、ジョナサンの要請に応えて部下を引き連れてきた中年の男性警察官。ジョースター卿とは以前からの知人でもあり、彼とダリオの面会に立ち会っていた。
ジョナサンにジョースター卿とダリオの過去の事実を語るが、その直後に天井から襲撃してきたディオの手刀で頭部を破壊されて死亡する。そのため、吸血鬼と化したディオによる最初の犠牲者となった。
スティクス神父
声 - なし / 同左 / 加藤将之
所属している教団からメキシコへの布教活動を命ぜられていた神父。半ば左遷扱いだったため、自暴自棄になって酒に浸っていた。船内でディオの潜む棺桶を偶然発見し、中に潜んでいたディオに殺された。
Part1ゲーム版では、裏シナリオでディオに肉体を乗っ取られて、ディオの仮ボディとなる。神父ボディのディオが上述の三騎士とともに、致命傷を受ける前のジョナサンと対決する。
スピードワゴンの仲間
声 - 非公開 / なし / 田尻浩章（刺青）、山本格（東洋人）
食屍鬼街でスピードワゴンと共にジョナサンを襲撃した二人組。一人は顔に刺青をした大柄なナイフの使い手、もう一人は中国拳法を操る東洋人。ともにジョナサンに一撃で倒されるが、ジョナサンが手加減をしたことから大怪我を負わされずに済んでいた。その後スピードワゴンがディオとの戦いで負傷・入院したジョナサンを見舞う際に自動車で病院まで送っていったり、ラストで新婚旅行に向かうジョースター夫妻を見送る一行の中に加わっている。PS2版のゲームでは東洋人は「拳法家」というキャラクター名となっている。

## 関連用語
石仮面（いしかめん）
石製の仮面。血液が付着すると外周部から8本の骨針が伸び、被っていた者の脳を突き刺して刺激し、その者を吸血鬼に変化させる。吸血鬼と化した者は後述通りのパワーアップを果たすが、太陽光が弱点となるリスクを背負うことにもなる。
作中では、古代アステカ文明における生贄儀式の目的のひとつが、この石仮面に由来するものとして描かれている。Part1で登場する石仮面は、若き日のツェペリが所属していた探検隊によってアステカの遺跡で発掘され、ロンドンの美術商を経て、それを旅行の買い物で買ったジョースター家に渡ったもので、ジョナサンが考古学の研究対象としていた。
上記のような機能を持つが、石仮面そのものは強固に作られているわけではなく、ウインドナイツ・ロットでの決戦後にはスピードワゴンの振るった大型ハンマーで破壊されている。
Part2で、高等生物「柱の男」のカーズが究極生物となるために作成したものであることが明かされる。南米以外の各地にも眠っているほか、さらにエイジャの赤石をはめこめる上位機が登場する。赤石「スーパー・エイジャ」の、光を内部で反射増幅する原理を利用した超パワーで、「柱の男」カーズの脳を強く刺激して究極生物に作り変えた。
カーズの遺産として世界中に複数個が存在しており、Part1に登場したのはその1個にすぎない。『恥知らずのパープルヘイズ』では、シラクサにあった1個が登場する。
吸血鬼（きゅうけつき）
石仮面の骨針（こっしん）で脳を刺激されたことによって異常進化を果たし、人間を超越した存在。吸血鬼になった時点で肉体がピーク時にまで若返り、性格が邪悪化する他、他人の血液からエネルギーを奪い取ることにより、自身を若返らせることや、負傷を治癒させることが可能。吸血は口だけではなく、指先を血管に突き刺して行うこともできる。怪力に加え、眼球から高圧縮した体液の弾丸を放つなど、常人を凌駕する力を持つ。頭部（脳）を完全に破壊されない限り、体を失い首だけの状態になっても死ぬことはない。なお、生命のエネルギーである日光を浴びる、もしくは波紋呼吸法が作り出す太陽光の波動を浴びると細胞が壊死する。また、Part2にて科学解析され、紫外線が有効であることが明かされている。
伝承の吸血鬼とは異なり、十字架などの宗教的シンボルによる影響を受けず、ディオは命乞いする母子の眼前でロザリオを握り潰している。また、吸血鬼の能力をさらに研究したディオは、気化冷凍法など独自の技を編み出しているほか、Part3ではジョナサンの胴体を奪い取り、「肉の芽」などの新技能も会得している。
Part2にて、吸血鬼は「柱の男」たちの高効率のエネルギー源として捕食対象とされていたことが判明している。
屍生人（ゾンビ）
吸血鬼の下級カテゴリ。亡者（アンデッド）などとも呼ばれる。石仮面を被らず、石仮面の吸血鬼から間接的に「吸血鬼のエキス（EXTRACT）」を注入されて怪物と化した者。吸血された者の他にも、墓場から蘇生させられて使役されている者もいる。吸血鬼に準じた超常の身体能力を得ているが、死体であることには変わりがないので痛覚や再生能力を持たず、腐っていく自身を吸血や人肉食で補って活動する。また、屍生人を生み出す能力を石仮面の吸血鬼と同様に持っているため、滅ぼし尽くさない限り、屍生人は次々と増えていく。
本作ではブラフォードのような少数を除いて大半が低い知能を持つ者で占められているが、Part2では人間を完璧に欺くほど高い知能を持つ者が生き延びていたことが判明する。詳細はディオ・ブランドー#Part2『戦闘潮流』を参照。
上級カテゴリはPart2の「柱の男」だが、こちらは種族そのものが非人間種である。
波紋（はもん）
東洋の仙道に伝わる秘術の1つ。独特の「呼吸法」によって血液中のエネルギーを蓄積し、生命力を活性化させる。呼吸法によって練り上げた生命エネルギーは特有の振動を持ち、水面に奇妙な「波紋」を起こすことから、そう呼ばれる。「波紋の呼吸」で作り出されるエネルギーは「太陽光と同じ波動」であり、強い波紋エネルギーは太陽光に弱い吸血鬼を死滅させることができる。また、Part2では「エイジャの赤石」を通すことにより、日光と同様の収束・増幅・放射が可能であることが明かされている。
生命エネルギーの活性化により、老化の遅延や怪我の治癒などといった現象を引き起こせる。また関節を外すことによる痛みを和らげたり、元々人体が持つ生体磁気等の能力を強化したりといった応用も可能。なお、波紋にはいくつかの種類があり、中でも「山吹色の波紋疾走」（）が最も波紋エネルギーが強い。
Part2ではさらに設定が掘り下げられ、波動としての性質を持つがゆえに干渉によって増幅・打ち消しをおこなったり、電磁力さながらの引力と斥力を発生させたりといった応用法が披露された。波紋エネルギーによって水を操るという使用法も、Part1の時点では水の上を歩く程度だったものが、Part2ではそれだけに留まらない応用法が多数登場したうえ、水以外にも波紋エネルギーの伝導率の高い物質（頭髪やシャボン液、特殊な繊維など）を操る場面や、武器に特殊な油を塗ることで波紋伝導率を高める場面も登場した。また、人体の治療に有用な一方で過剰な出力であれば日光同様に人体に有害であることも描写され、脳に直接流せば気を失い、心臓に流れれば多大な負荷がかかる。さらに強力なものになると吸血鬼同様に人体も溶解してしまう。
波紋を使いこなせる者が吸血鬼化した場合、波紋を練ることは自滅を意味する。Part2でのストレイツォはそのことを承知のうえで吸血鬼化しており、最終的にはこの方法で自害した。また、究極生物化したカーズは、これまでの弱点であった紫外線や波紋を克服したため、波紋を練ることが可能となっている。
Part7では、波紋はスタンドという才能に近づくための手段のひとつとされている。作者の荒木は、単行本で「エネルギーを絵にできないかと考え生まれたのが波紋です」と述べている。
なお、「波紋は分かりにくい」と編集部から言われたこともスタンド能力が第3部から使用された一因となっている。
スタンドでは人体を全治癒させる、物体を硬質化する、物体をすり抜けて攻撃、水を操る、電撃を操るなど波紋より明快に能力が描写されている。
ウインドナイツ・ロット（風の騎士たちの町）
ロンドンから馬車で丸1日かかる距離にある総人口517人の山村。北から東西にかけてを険しい山脈、南を断崖絶壁の海にそれぞれ囲まれた閉鎖的な地形で、村へ至る道は1本のトンネルのみとなっており、その内壁には1本の剣が刺さっているが、これはトンネル内の隠し通路を開くためのレバーである。
村民のほとんどは半農半漁で生計を立てているが、現在ではその地形を利用して刑務所が建てられているうえ、村の地下には囚人に掘らせたという炭鉱の坑道跡が無数に走っている。中世時代では英国王家に仕えていた騎士たちの修行の地であったとされ、北の山にはかつてブラフォードとタルカスが挑んだという「77の輝輪」を行うための参道、村の周辺に広がる切り立った崖壁には「双首竜の間」などがある修練用の砦などが存在しており、現在ではこれらの施設は遺跡として手付かずのまま残っている。村外れには、戦死あるいは刑死した騎士たちの集団墓地が存在する。物語後半で復活したディオはこの村を拠点にしており、郊外の古城を根城にして体力の回復と配下の増産を図っていた。
箱（棺桶）
ディオのベッドルーム。太陽光と日中の敵から身を守るため、爆薬数10樽の衝撃にも耐えうるように設計させたという、シェルターと形容される特製品。内側から鍵をかけることができ、ベッド部の下がさらに二重底に作られている。
ウインドナイツ・ロットでの決戦後に首だけとなったディオは中に潜んで貨物として乗船し、蒸気船が爆発した際にはエリナとエリザベスが中に入って難を逃れた。カナリア諸島の海底に沈んでいたが、約100年後（Part3の開始数年前）にトレジャーハンターのクルーザーにより、宝の箱として引き上げられる。

## 書誌情報
- 『ジョジョの奇妙な冒険』1 - 5、ジャンプ・コミックス、1987年 - 1988年、全5巻
- 『ジョジョの奇妙な冒険』1 - 3「Part1 ファントムブラッド」、集英社文庫、2002年、全3巻
- 『ジョジョの奇妙な冒険』29 - 30「Part1 ファントムブラッド」、集英社ジャンプリミックス、2004年、全2巻
- 『ジョジョの奇妙な冒険 ファントムブラッド』、集英社ジャンプリミックス、2007年
- 『ジョジョの奇妙な冒険 第1部 ファントムブラッド 総集編』、集英社マンガ総集編シリーズ、2012年
- 『ジョジョの奇妙な冒険 ［函装版］ JOJONIUM』1 - 3、愛蔵版コミックス、2013年 - 2014年、全3巻

## 劇場アニメーション
2007年2月17日公開。タイトルは『ジョジョの奇妙な冒険 ファントムブラッド』。かつてPart3のOVAを手がけたスタッフが再結集して制作した。ストーリーは簡略化されており、スピードワゴンを初めとする多くの主要キャラクターは尺の都合で登場していない。PG12指定。
キャッチコピーは「石仮面の謎が明かされるとき、二人の物語は伝説となる」。
特典付きの前売券が劇場の窓口で販売された。
- プレミアムJOJOチケット - 原作イラストを使ったA3ポスター[15]
- 石仮面ストラップ付き特別鑑賞券 - 石仮面はメディコス・エンタテインメントが製作[15]

ユナイテッド・シネマではリピーターキャンペーンと称し、2回目の鑑賞者にはクリアファイル、3回目の鑑賞者にはオリジナルピンバッジを配布した。
本劇場アニメについては、現在までにDVDなどのソフト化が行われていない。また、劇場公開後の2008年5月には、以前同制作スタジオが担当したPart3のOVAの表現問題が発覚し、OVAが事実上の廃盤、さらに原作も翌年2月に問題のあった巻が全て改訂版と差し替えられるまで、販売中止措置が取られる騒動が起こっていた。そのため現在では、A.P.P.P.制作のジョジョシリーズ作品全てが入手困難になっている。

### スタッフ
- 監督・キャラクターデザイン・総作画監督 - 羽山淳一
- 脚本 - 山田光洋
- 絵コンテ - 羽山淳一、山中英治
- 助監督 - 加藤顕
- 作画監督 - 栗尾昌弘、久垣直樹、橋本航平、武本大介、西山忍、海老原雅夫、才木康寛
- 美術監督 - 桑原悟
- 色彩設計・色指定 - 関美恵子
- 撮影監督 - 岡崎英夫
- 編集 - 西重成
- アフレコ演出 - 本田保則
- Music Composed. Orchestrated and Produced by Marco d' Ambrosio
- Sound Design - Tom Myers、SKYWALKER SOUND A DIVISION OF LUCAS DIGINAL LTD.
- アニメーション製作 - A.P.P.P.
- アニメーションプロデューサー - 野村和史、武智垣雄
- 配給 - クロックワークス
- 製作 - JOJOファントム ブラッド製作委員会（クロックワークス、A.P.P.P.、集英社、アスミック・エース、住友商事、テレビ東京、ソニーPCL、バンダイ）

### テーマソング
「VOODOO KINGDOM」
作詞 - Diggy-MO'，Bro.Hi / 作曲 - Diggy-MO'，Shinnosuke / 編曲 - Shinnosuke / 歌 - SOUL'd OUT
- 本楽曲の歌詞はディオ視点で書かれている。

### 関連書籍
- 『ジョジョの奇妙な冒険 ファントムブラッド 究極総集編 OVER DRIVE』 集英社、2007年
- 『ジョジョの奇妙な冒険 ファントムブラッド OFFICIAL MOVIE GUIDE』 集英社、2007年

## テレビアニメ
2012年10月5日から2013年4月5日まで、TOKYO MX、MBS、CBC、東北放送、RKB毎日放送、BS11で放送。全26話で第1部と第2部を映像化。第1話から第9話までが第1部の映像化に当たる。

## 舞台
「ミュージカル『ジョジョの奇妙な冒険 ファントムブラッド』」のタイトルで、ミュージカル化。2024年2月12日から上演。

## 備考
- 連載開始当時、『週刊少年ジャンプ』で外国を舞台に外国人主人公という本作品の基本設定は、かなり異色でチャレンジであったと、作者は後に述べている[要出典]。
- ジャンプコミックス1巻第1話のジョナサンの台詞が「何をするんだァーッ」から「何をするだァーッ」になっている誤植があり、同66刷までの15年間に渡って修正されなかった。Part1ゲーム版では、この台詞がファンサービスとして2周目以降は誤植版[注 8]になる。また、『ジョジョASB』ではジョナサンの挑発台詞は誤植版の「何をするだァーッ」になっている。
- 作者の荒木飛呂彦は、印象に残っている場面として最初に石仮面が登場するシーンとジョナサンが死ぬシーンを挙げている[20]。連載当初から全3部構成ほどで各部ごとに主人公が変わることが考えられていた[21]が、ジョナサンが死ぬことは決まっておらず、自らの命を捧げるようにして次の世代に宿命をつなげていったほうがいいと考え、あえて死ぬ結末にしたという[20]。